# شهرستان روکس (کانزاس)
شهرستان روکس، کانزاس (به انگلیسی: Rooks County, Kansas) شهرستانی در ایالات متحده آمریکا است که در کانزاس واقع شده‌است.